# ویاچسلاو نیکولایویچ ایوانوف
ویاچسلاو نیکولایویچ ایوانوف (به روسی: Вячеслав Николаевич Иванов - Vyacheslav Nikolayevich Ivanov) (۳۰ ژوئیه ۱۹۳۸ – ۵ اوت ۲۰۲۴) ورزشکار مرد رشتهٔ روئینگ اهل کشور اتحاد جماهیر شوروی بود. وی در بین سال‌های ‎۱۹۵۶ تا ۱۹۶۴ میلادی در مسابقات بازی‌های المپیک تابستانی در مجموع ۳ مدال طلا را کسب کرد.